# Renault Triber
Renault Triber este un mini MPV cu trei rânduri de scaune fabricat de producătorul francez de automobile Renault prin filiala sa indiană Renault India. A fost introdus în India pe 19 iunie 2019 și a fost pus în vânzare în august 2019.